# Iman Vellani
Iman Vellani (/ɪˈmɑːn vəˈlɑːni/; sinh ngày 12 tháng 8 năm 2002) là một nữ diễn viên người Canada gốc Pakistan. Cô được biết đến qua miniseries Disney+ Ms. Marvel (2022) với vai nhân vật chính Kamala Khan, vai diễn mà cô sẽ đóng lại trong phim The Marvels (2023).

## Đầu đời
Sinh ra ở Karachi, Pakistan, Vellani chuyển đến Canada khi cô được một tuổi, và lớn lên trong đức tin Ismaili, một nhánh của Hồi giáo Shia. Cô tốt nghiệp trường trung học Unionville ở Markham, Ontario. Vellani được chọn làm thành viên của Ủy ban Làn sóng tiếp theo TIFF tại Liên hoan phim quốc tế Toronto 2019. Trước khi tham gia Ms. Marvel vào cuối năm cuối trung học, Vellani đã lên kế hoạch theo học trường Cao đẳng Nghệ thuật & Đại học Thiết kế Ontario với chuyên ngành truyền thông tích hợp.

## Sự nghiệp
Vào tháng 9 năm 2020, có thông tin tiết lộ rằng Vellani đã được chọn vào vai siêu anh hùng Kamala Khan của Vũ trụ Điện ảnh Marvel cho miniseries truyền hình trực tuyến của Marvel Studios và Disney+ Ms. Marvel. Dì của Vellani đã chuyển tiếp cho cô ấy một cuộc gọi tuyển diễn viên cho vai diễn này, dẫn đến việc cô ấy gửi một đoạn băng tự quay trước khi được yêu cầu thử vai ở Los Angeles – và cuối cùng có hai buổi thử vai: một buổi diễn trực tiếp vào tháng Hai năm đó, cũng như một cuộc họp trên Zoom vào tháng Sáu. Đồng tác giả Kamala Khan Sana Amanat, người từng là nhà sản xuất điều hành của loạt phim, cho biết Vellani đã tiết lộ trong bài kiểm tra màn hình Zoom của mình rằng cô ấy, giống như Khan, là một fangirl của Avengers. Amanat nói, "Cô ấy chỉ cho tôi mọi ngóc ngách trong phòng của cô ấy, và nó phủ đầy Avengers. Sau đó, cô ấy nói, 'Ồ, đợi đã; tôi chưa xong đâu', mở tủ quần áo của cô ấy ra và có thêm nhiều Marvel ở khắp mọi nơi".
Vào tháng 6 năm 2022, Vellani xuất hiện trong A Fan's Guide to Ms. Marvel, một bộ phim tài liệu ngắn về quá trình sản xuất loạt phim. Với các cuộc phỏng vấn với nhóm làm phim và cô ấy, nó đã được phát hành trên Disney+ trước khi công chiếu Ms. Marvel. Vào ngày 8 tháng 6 năm 2022, Ms. Marvel được công chiếu trên Disney+, đánh dấu màn ra mắt của Vellani. Cả loạt phim và vai diễn nhân vật chính của cô đều nhận được nhiều lời khen ngợi. Kathryn Porter của Paste đã viết rằng Vellani "tỏa sáng" trong vai diễn này và "không có cách nào để giải thích cô ấy tuyệt vời như thế nào trong vai này ngoài việc nói rằng cô ấy là hiện thân của tinh thần thực sự của Kamala Khan". Mohammad Zaheer của BBC Culture gọi cô là "một sức hút đáng yêu" trong một vai diễn "được thiết kế riêng cho cô", trong khi Angie Han của The Hollywood Reporter nói rằng Vellani tràn đầy "sức sống trẻ trung và sự ham mê không thể cưỡng lại" trong vai trò của cô ấy. Miniseries kết thúc vào ngày 13 tháng 7 năm 2022, bao gồm sáu tập. Vào tháng 7, Vellani xuất hiện trong trải nghiệm tương tác nhập vai CGI của Disney Wish, Avengers: Quantum Encounter, đóng lại vai Khan của cô. Tháng sau, cô xuất hiện trong Assembled: The Making of Ms. Marvel, một bộ phim tài liệu đặc biệt tập trung vào quá trình lên ý tưởng và tạo ra loạt phim, bao gồm các cuộc phỏng vấn tại trường quay với Vellani, dàn diễn viên và các nhà sáng tạo. Phần đặc biệt được phát hành trên Disney+, là phần thứ mười của tuyển tập phim tài liệu Marvel Studios: Assembled.
Vellani chuẩn bị đóng lại vai Kamala Khan trong bộ phim The Marvels năm 2023, phần tiếp theo của bộ phim năm 2019 Captain Marvel, cũng được dự định là phần tiếp theo của Ms. Marvel. Cô cũng sẽ lồng tiếng cho một phiên bản hoạt hình của nhân vật cho loạt phim chuyển thể từ tập thứ năm của loạt phim hoạt hình của Disney+, What If...?.

## Danh sách phim

### Điện ảnh
| Năm  | Tiêu đề                  | Vai diễn                 | Ghi chú             | Nguồn  |
| ---- | ------------------------ | ------------------------ | ------------------- | ------ |
| 2020 | Push                     | N/A                      | Đạo diễn; phim ngắn | [ 42 ] |
| 2020 | Requiem for a Pandemic   | N/A                      | Đạo diễn; phim ngắn | [ 43 ] |
| 2021 | I Don't Wanna B Alone :( | Chính mình               | Đạo diễn; phim ngắn | [ 44 ] |
| 2023 | Biệt Đội Marvel          | Kamala Khan / Ms. Marvel |                     | [ 39 ] |

### Truyền hình
| Năm  | Tiêu đề                     | Vai diễn                              | Ghi chú                                          | Nguồn  |
| ---- | --------------------------- | ------------------------------------- | ------------------------------------------------ | ------ |
| 2022 | A Fan's Guide to Ms. Marvel | Chính mình / Kamala Khan              | Phim tài liệu ngắn                               | [ 22 ] |
| 2022 | Ms. Marvel                  | Kamala Khan / Ms. Marvel              | Miniseries                                       | [ 45 ] |
| 2022 | Marvel Studios: Assembled   | Chính mình / Kamala Khan              | Docu-series; special: "The Making of Ms. Marvel" | [ 37 ] |
| 2024 | Marvel Zombies              | Kamala Khan / Ms. Marvel (lồng tiếng) | Đang sản xuất                                    | [ 41 ] |

### Điểm tham quan công viên giải trí
| Năm  | Tiêu đề                     | Vai diễn                 | Ghi chú     | Nguồn  |
| ---- | --------------------------- | ------------------------ | ----------- | ------ |
| 2022 | Avengers: Quantum Encounter | Kamala Khan / Ms. Marvel | Disney Wish | [ 35 ] |

## Giải thưởng và đề cử
| Năm  | Giải thưởng   | Hạng mục                                        | Tác phẩm   | Kết quả   | Nguồn         |
| ---- | ------------- | ----------------------------------------------- | ---------- | --------- | ------------- |
| 2022 | Saturn Awards | Best Performance by a Younger Actor (Streaming) | Ms. Marvel | Đoạt giải | [ 46 ] [ 47 ] |